# Solomon Njie
Solomon Njie, född 21 oktober 1999 i Råsunda församling i Solna, är en svensk skådespelare.
Njie har bland annat medverkat i TV-serierna En mot en från 2022, Top Dog från 2023 och Deliver Me med planerad premiär 2024.

## Filmografi (i urval)
- 2022 – En mot en (TV-serie)
- 2023 – Top Dog (TV-serie)
- 2024 – Deliver Me (TV-serie)
- 2024 - I Dina Händer (TV-serie)